# Скиба Володимир Вікторович
Володи́мир Ві́кторович Ски́ба (* 1952) — доктор медичних наук (1990), професор (1997), лауреат Державної премії УРСР в галузі науки і техніки (1986), заслужений діяч науки і техніки України (2003), лауреат Премії Ленінського Комсомолу України імені М. Островського, академік АН вищої школи України.

## Життєпис
Народився 1952 року у місті Рівне. 1975 року закінчив лікувальний факультет Кримського державного медичного інституту за спеціальністю «лікувальна справа». Розпочав трудове становлення хірургом Житомирської центральної районної лікарні. У 1977—1983 роках — молодший науковий співробітник Київського науково-дослідного інституту клінічної та експериментальної хірургії. 1983 року захистив кандидатську дисертацію. Протягом 1984—1995 років — асистент кафедри загальної хірургії Київського державного медичного інституту ім. академіка О. О. Богомольця.
Лауреат Державної премії УРСР в галузі науки і техніки 1986 року — за цикл робіт «Розробка, теоретичне обґрунтування та клінічне впровадження нових методів оперативного лікування, детоксикації і реабілітації хворих із захворюванням печінки та жовчовивідних протоків»; співавтори Картель Микола Тимофійович, Ковальов Михайло Маркович, Колесников Євген Борисович, Короткий Валерій Миколайович, Медведєв Володимир Єгорович, Орел Гліб Львович, Павловський Михайло Петрович, Панченко Сусанна Миколаївна, Радзіховський Анатолій Павлович.
1990 року захистив докторську дисертацію. Від 1995 року — завідувач кафедри хірургічних хвороб Медичного інституту Української академії народної медицини. 1997 року здобув учене звання професора; від 2000-го — проректор з лікувальної роботи Медичного інституту УАНМ.
Заслужений діяч науки і техніки України — 2003.
Наукові зацікавлення: покращення якості надання хірургічної допомоги населенню, впровадження малоінвазивних (як інструментальних, так і неінструментальних методів лікування й профілактики хірургічних захворювань).
Є автором 5 наукових монографій та 260 наукових публікацій; зареєстровано 30 патентів на винаходи та 160 раціоналізаторських пропозицій.
Багато років очолює багатопрофільну кваліфікаційну клініку «Центр хірургії» Київської міської клінічної лікарні № 1З.
Як педагог підготував 1 доктора наук та 6 кандидатів медичних наук.
Серед патентів: «Спосіб визначення показань до видалення дванадцятих ребер при виконанні абдомінопластики», 2008, співавтори Лисайчук Юрій Сергійович, Тарапон Олег Юрійович, Яцишин Ігор Вікторович.
Відзначений почесною грамотою Київської міської ради НТТ дипломом та медаллю ВДНГ УРСР, знаком «Винахідник СРСР».